# کارنائوخوفکا
کارنائوخوفکا (انگلیسی: Karnaukhovka) یک شهرک در بخش بلگورودسکی استان بلگورود کشور روسیه است.